# Réservoir Taylor Park
Pour les articles homonymes, voir Taylor.
Le réservoir Taylor Park (en anglais : Taylor Park Reservoir) est un lac de barrage américain dans le comté de Gunnison, au Colorado. Il est situé sur le cours de la Taylor.